# Papa Agaton
Papa Agaton (n. 574 d.Hr., Sicilia, Regatul Italiei – d. 10 ianuarie 681 d.Hr., Roma, Imperiul Roman de Răsărit) a fost papă al Romei din 678 până în 681. Numele lui înseamnă „cel bun” (greacă).
A fost un călugăr sicilian. Conform legendei a ținut timp de trei ani o piatră în gură ca să învețe să tacă.
În data de 27 iunie 678 a devenit succesorul lui Donus și a continuat politica lui. Astfel a reușit să facă orașul Ravenna - independent din anul 666 - să recunoască din nou supremația papilor. Cel mai important eveniment din pontificatul lui era însă sfârșitul conflictului legat de teoria monoteletismului la conciliul al III-lea de la Constantinopol.
În august 678 împăratul Constantin al IV-lea l-a invitat pe papă la Constantinopol. Agaton a acceptat invitația împăratului pregătindu-se conștiincios cu diverși învățați ai bisericii ca să asigure o poziție unită a Bisericii din Occident.
Curtea Imperială era gata să-l condamne pe monoteletism, ce se datora faptului că acele părți  ale Imperiului  în care credința aceasta era cel mai puternic răspândită (Egiptul, Palestina și Siria) erau pierdute prin cuceririle arabilor. De aceea, Constantin era de părere că astfel  de discuții dogmatice ar fi ajuns inutile.
În martie 680, papa și 150 de episcopi au declarat că învățătura  monoteletismului ar fi de caracter eretic. Al VI-lea Conciliu Ecumenic a avut loc între 7 noiembrie 680 și 16 septembrie 681 sub prezidiul lui Constantin al IV-lea la Palatul Imperial de la Constantinopol . La acea adunare și papa Honoriu I despre care se spunea că ar fi fost promotorul acestui conflict a fost condamnat (pedepsit cu anatema).
Agaton a murit în data de 10 ianuarie 681 la Roma, încă înaintea sfârșitului conciliului.
Este venerat în Biserica Catolică pe 10 ianuarie (ziua morții sale), în Biserica Ortodoxă pe 20 februarie.
Agaton nu trebuie confundat cu papa copților Agaton de Alexandria (654 - 673).